# Buffalo Daughter

## Buffalo Daughter
Buffalo Daughter (укр. Дочка Бізона) — японський рок-гурт сформований в 1993 році. Три основні учасники гурту — suGar Йошінага на гітарі, Юміко Оно на бас-гітарі та Муг (пізніше змінений на MoOog) Ямамото на електроніці та графічному дизайні. Початково у них також був і барабанщик, Чіка Огава, але після його виходу з групи вони так і не знайшли постійного ударника і наймали музикантів, якщо була потреба. В додаток, гурт добре відомий використанням великого числа електронних інструментів, таких як TB-303, TR-606, ін.
Як менш відома світові, ніж групи Pizzicato Five чи Cibo Matto, Buffalo Daughter називають першопрохідцями так званого «вирізав-вставив» року Shibuya-kei та його руху в Японії. Група бере сій початок на початку 1990 років контракту з незалежним японським лейблом Cardinal. В пошуках ширшого формату, вони продовжили під лейблом Beastie Boys, Grand Royal, розширюючи свою дискографію до чотирьох повнорозмірних альбомів, одного ЕР та пригоршні реміксів. Їхній стиль, що часто варіюється різними музичними жанрами, повільно розвивався у прогресивний музичний стиль. В 2002, Buffalo Daughter випустили свій п'ятий повнорозмірний альбом, I, в США під Лос-Анджелеським лейблом Emperor Norton Records.
За словами Оно, «Ми називали себе Buffalo Daughter (укр. Дочкою Бізона), тому що наш звук дуже сильний. Бізон також дуже сильний.» В інтерв'ю 1998 року, гурт пояснив, що «Бізон» дає хороший образ американської культури та околиць, і що в найпершому варіанті складу гурту всі члени були дівчата, а отже слово «дочка» було підходящим. 
У 2006 році було об'явлення, що Buffalo Daughter почнуть співпрацю з поп-зіркою Амі Судзукі. Разом вони видали сингл «O.K. Funky God» 28 Лютомого , 2007, також пізніше він був доданий до альбому Сузукі, Connetta.

## Учасники
- SuGar Йошінага (вокал, гітари, TB-303)
- Юмікі Оно (вокал, бас, клавішні)
- MoOog Ямамото (вокал, електроніка)

## Дискографія
- Альбоми:
  - Captain Vapour Athletes (1996)
  - Jungle Park Original Soundtrack разом з Delaware (1997)
  - New Rock (1998)
  - I (2001)
  - Pshychic (2003)
  - Euphorica (2006)
- ЕП:
  - Shaggy Head Dressers (1994)
  - Amoebae Sound System (1995)
  - Legend of the Yellow Buffalo (1995)
  - Socks, Drugs and Rock and Roll (1997)
  - A Long Life Story of Miss Cro-Magnon (2002)

## Ппосилання
- Official website
- Buffalo Daughter на сайті Discogs (англ.)
- MySpace page for Buffalo Daughter [Архівовано 18 серпня 2009 у Wayback Machine.]